# Jana Pietrienko
Jana Pietrienko (ur. 30 lipca 1990 w Astanie w Kazachstanie) – kazachska siatkarka, grająca jako środkowa. Obecnie występuje w drużynie Ałmaty.